# Ханенко, Михаил Степанович
Михаи́л Степа́нович Хане́нко (укр. Михайло Степанович Ханенко; ?1620 — ?1680) — уманский полковник, наказной гетман у Юрия Хмельницкого, гетман Войска Запорожского на Правобережной Украине в 1669—1674 годах.

## Биография
Время рождения его неизвестно. По преданию, сын запорожского казака Степана Ханенко и дочери польского старосты, освобожденной им из плена.
В первый раз имя его упоминается, когда гетман Юрий Хмельницкий, будучи разбитым поляками в битве под Слободищем, перешёл на их сторону на основе Гадяцких статей и обязался помогать им удалить русских с Украины. В числе лиц, скрепивших этот договор (1660), был и Михаил Ханенко, в то время уманский полковник.
В 1669 году Михаил Ханенко уже противник Дорошенко, причём он стоит на стороне соперника Дорошенко, Суховея. Когда после неудачной осады Дорошенко в Стеблёве Суховей бежал в Запорожье, Ханенко стал добиваться гетманства, но неудача заставила и его бежать к запорожцам. Отсюда он вошёл в сношение с польским правительством, которое признало Ханенко гетманом и поручило ему выработать условия, на которых Украина снова могла бы соединиться с Польшей. В Умани была собрана затем Рада, на которой принимали участие только представители трёх западных казацких полков. Ханенко был провозглашен гетманом. В то время в Остроге польским королём была назначена комиссия для приведения в порядок дел на Украине. Ханенко отправил туда своих депутатов, которые принесли от его имени присягу на основе возобновленного Гадяцкого договора.

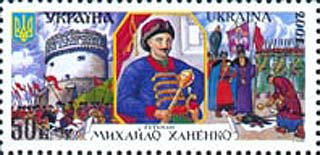
На почтовой марке Украины, 2001 год

Ханенко был признан гетманом только на незначительной части Правобережной Украины, да и то чувствовал себя очень непрочно, нуждался в охране своего достоинства польскими войсками. В большей части правобережной Украины властвовал Дорошенко. По совету последнего, турецкий султан в 1672 году предпринял поход на Подолье. Турецкая армия осадила Каменец, и Дорошенко спешил на соединение с турками. Ханенко, задумавший задержать его на берегу Буга, вблизи Ладыжина, у села Четвертиновки был разбит окончательно, войско его рассеяно, и Ханенко был лишён возможности принимать деятельное участие в дальнейшей кампании, которая кончилась для Польши весьма трагично. Турки завладели Каменцем и заставили Польшу заключить позорный Бучачский мир, по которому Турции была уступлена вся Украина и Подолье и, кроме того, Польша обязалась платить ежегодную дань. На обратном пути Дорошенко, остановившись возле Умани в селе Христиновке, заставил уманцев признать себя гетманом, казнил многих приверженцев Ханенко, уманским полковником сделал своего приверженца Гродзенко и в помощь ему оставил в Умани гарнизоном два наемных полка, сердюцкий и компанейский.
Поведение полков этих вызвало на пасху 1673 года восстание уманцев, которые снова признали гетманом Ханенко. Ханенко явился из Польши, собрал войско и двинулся против Дорошенко к Чигирину. Дорошенко призвал на помощь крымского хана. У Стеблёва на реке Роси противники встретились, и Ханенко был разбит наголову. Города, признававшие его власть (Умань, Ладыжин, Лысянка), были страшно наказаны. Сам же Ханенко в 1674 году явился к гетману левобережной Украины Самойловичу, сдал ему на Переяславской раде знаки гетманского достоинства и принял подданство России. Взамен имений на правом берегу Днепра Ханенко получил значительные поместья на левобережной Украине. После этого Ханенко жил частным человеком в Козельце, Лохвице и Киеве.
Время и место его смерти неизвестны.

## Память
- В 2001 году была выпущена почтовая марка Украины, посвященная Ханенко.